# 迎頭重擊
《迎頭重擊》（英語：Headshot）是一部2016年印尼武術動作片，由齊莫·史坦波和提摩·塔堅德共同執導，而劇本則為塔堅德所撰寫。電影主演包括伊科·烏艾斯、茱莉·艾絲特爾、雀兒喜·伊斯蘭與查克·李。
電影2016年9月9日的多倫多國際影展上首映，並於同年12月8日在印尼上映，而美國則於2017年3月3日上映。

## 劇情
故事敘述一名受重傷的失憶男子受到了美麗醫師艾琳的照顧，並給他起了美國著名文學《白鯨記》中主角「以實瑪利」一名字。以實瑪利的情況漸漸好轉，並打算展開全新的生活；但同時，他的過去找上了自己，使得一場腥風血雨的黑暗即將襲來。

## 演員
- 伊科·烏艾斯 飾 以實瑪利
- 茱莉·艾絲特爾（英语：Julie Estelle） 飾 莉卡
- Sunny Pang 飾 李
- 雀兒喜·伊斯蘭（英语：Chelsea Islan） 飾 艾琳
- 查克·李（英语：Zack Lee） 飾 塔諾

## 發行
《迎頭重擊》最先於2016年9月9日的多倫多國際影展上作全球首映。後於2016年9月24日及29日在奇幻電影節上作兩次放映。10月4日，電影在美國洛杉磯的Beyond Fest上放映。電影也於10月13日在Mayhem影展放映。
而印尼本地於2016年12月8日上映。

## 外部連結
- 互联网电影数据库（IMDb）上《迎頭重擊》的资料（英文）
- 豆瓣电影上《迎頭重擊》的資料 （简体中文）